# 黑鳍蛇鲭
黑鳍蛇鲭（学名：Thyrsitoides marleyi），又名尖身魣、日文名稱為長太刀梭子魚（ナガタチカマス），因滿口利牙與鋒利的背鰭而有著全身凶器之肉食魚的稱號，为輻鰭魚綱鱸形目鯖亞目蛇鲭科黑鳍蛇鲭属的鱼类。分布于西部太平洋的温、热带海域、印度洋，包括南海诸岛海域、东海等海域，棲息深度可達400公尺，體長可達200公分，屬肉食性，以魚類、甲殼類、頭足類為食，可做為食用魚。该物种的模式产地在纳塔尔、南非。